# 源平讨魔传
《源平讨魔传》是一款由南梦宫制作和发行的清版动作游戏。本游戏最初于1986年在街机发行。游戏后移植至多个平台，其中最早的是1988年的夏普X68000家用电脑版。游戏于1988年10月21日在日本地区FC游戏机发行。
玩家沿着大和繪风景的平台与出现的敌人进行战斗。游戏提供三种模式：横向模式、大模式和平面模式。